# Венсан, Луи-Юг
Луи-Юг Венсан (фр. Louis-Hugues Vincent; 31 августа 1872, Сент-Альбен-де-Вольсерр, близ Лиона — 30 декабря 1960, Иерусалим) — французский археолог, доминиканский монах. Специалист в области библейской археологии.
Ученик М.-Ж. Лагранжа (фр. Marie-Joseph Lagrange).
В 1891 г. вступил в доминиканский орден, через год получил назначение в Иерусалим.
В 1897—1953 гг. профессор Французской библейско-археологической школы в Иерусалиме.
Членкор Британской академии (1939).